# Румбула (платформа)
Ру́мбула (латыш. Rumbula) — остановочный пункт на территории Ропажского края, на линии Рига — Крустпилс.
Открыт в 1929 году.